# George Townshend (Bahá'í)
George Townshend, född den 14 juni 1876 i Dublin, död där den 25 mars 1957, var en  ärkediakon i den anglikanska kyrkan på Irland som konverterade till Bahá'í-tron på 1940-talet.
Efter att ha utexaminerats från Oxfords universitet var Townshend i början av 1900-talet verksam som ledarskribent vid Irish Times. Därefter tillbringade han 40 år av sitt liv inom den anglikanska kyrkan på Irland, där han till slut blev ärkediakon. Flera år som rektor vid en kyrkoinstitution på Irland gav honom möjlighet till forskning och författarskap. Redan 1918 började han korrespondera med Bahá'í-trons dåvarande uttolkare Abdul-Baha och studerade därvid grundligt den av Bahá'u'lláh grundade tron. Så småningom kom han att se Bahá'í som fulbordandet av kristendomen och 1947, när han var 70 år, skrev han ut sig ur kyrkan och konverterade till Bahá'í-tron.
George Townshend är författare till bland annat boken "The Christ and Bahá'u'lláh" (Kristus och Bahá'u'lláh). Han har även skrivit "The Promise of All Ages", "The Heart of the Gospel", "Abdu'l-Baha: The Master" samt förordet till Shoghi Effendis mastodontverk "God Passes By".  År 1951 blev han av Beskyddaren Shoghi Effendi utsedd till en av Guds Saks Händer för Bahá'í-tron. Han deltog i den stora Bahá'í-konferensen i Stockholm våren 1953.